# Dagny (Seine-et-Marne)

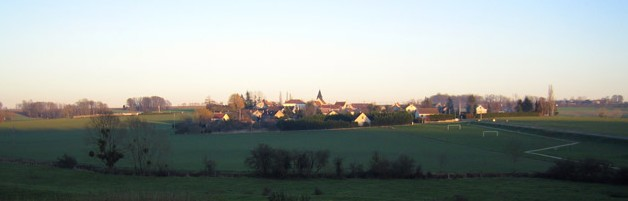
Dagny (2007)

Dagny ist eine französische Gemeinde mit 293 Einwohnern (Stand 1. Januar 2022) im Département Seine-et-Marne in der Region Île-de-France. Sie gehört zum  Arrondissement Meaux und zum Kantons Coulommiers.

## Geographie
Die Gemeinde Dagny liegt etwa 15 Kilometer südwestlich von La Ferté-Gaucher, 15 Kilometer südöstlich von Coulommiers, 25 Kilometer nordwestlich von Provins und 55 Kilometer östlich von Paris.

## Bevölkerungsentwicklung
| Jahr      | 1946 | 1954 | 1962 | 1968 | 1975 | 1982 | 1990 | 1999 | 2006 | 2007 | 2014 |
| Einwohner | 196  | 201  | 211  | 179  | 200  | 229  | 272  | 322  | 338  | 340  | 333  |

## Sehenswürdigkeiten
- Pfarrkirche Saint-Géroche (siehe auch: Liste der Monuments historiques in Dagny)
- Gedenkstätte